# Marina City
Marina City – brutalistyczny kompleks mieszkalno-usługowy w Chicago, zlokalizowany na północnym brzegu rzeki Chicago, obejmujący dwa bliźniacze wieżowce liczące 179 m wysokości.
Marina City zbudowane zostało w latach 1959–1968 (same wieżowce ukończone zostały już w 1962) według projektu Bertranda Goldberga. Kompleks ten był swoistym eksperymentem, którego celem było stworzenie „miasta w mieście” – apartamentowca z zespołem obiektów usługowych, pozwalających mieszkańcom na zaspokojenie większości ich potrzeb na miejscu – i tym samym odwórcenie trendu exodusu ludności z centrum miasta na przedmieścia. W momencie ukończenia wież, były one najwyższymi budynkami mieszkalnymi oraz najwyższymi budowlami żelbetowymi na świecie. Koszt budowy wyniósł 36 mln USD.
Zasadniczą część kompleksu stanowią dwa 60-kondygnacyjne wieżowce w formie walca o wysokości 179 m i średnicy 39 m (42 m w części mieszkalnej). 19 dolnych kondygnacji zajmuje otwarty parking, na kolejnej kondygnacji znajdują się pomieszczenia gospodarcze. Na 40 górnych piętrach znajdują się mieszkania (łącznie 448 w każdym z budynków), liczące od 1 do 3 pokoi. Każde z mieszkań posiada wypukły balkon, nadający budynkom charakterystyczny kształt kolby kukurydzy. Poza wieżowcami w skład kompleksu wchodzi zespół budynków, w których znajdowały się (według stanu początkowego) – sklepy, biura, restauracje, sale konferencyjne, kino, kręgielnia, siłownia, tor wrotkarski oraz przystań dla łodzi.